# Hernán Santa Cruz
Hernán Santa Cruz Barceló (Santiago de Chile, 8 de febrero de 1906 - Santiago de Chile, 10 de febrero de 1999) fue un abogado y diplomático chileno, primer delegado de Chile ante las Naciones Unidas y uno de los nueve redactores originales de la Declaración Universal de los Derechos Humanos, uno de los documentos más relevantes de la humanidad.
Según las Naciones Unidas, adicional a su trabajo en la Declaración, Santa Cruz fue "activo en el establecimiento de la Comisión Económica para América Latina y el Caribe."
En honor a su labor creando la Cepal y su trabajo en la redacción de la Declaración Universal de los Derechos Humanos, la biblioteca del edificio de la Cepal en Santiago de Chile lleva su nombre.

## Biografía
Hernán Santa Cruz Barceló nació como hijo y nieto de una destacada familia del ámbito público chileno. Su padre fue Joaquín Santa Cruz Ossa, abogado y funcionario del Ministerio de Relaciones Exteriores de Chile, además de alcalde de la comuna de Ñuñoa en la ciudad de Santiago. Su abuelo paterno, Joaquín Santa Cruz Vargas, fue senador por el Partido Radical. Su abuelo materno fue José María Barceló, quien fue senador por Valparaíso, ministro de Justicia (entre 1873 y 1876), decano de la Facultad de Derecho de la Universidad de Chile y presidente de la Corte Suprema (1893).
Tal como relata en sus memorias, durante su juventud se sintió muy atraído por los textos de la revolución francesa, la revolución rusa y conocer lo que pasaba en Europa entreguerras. Desde sus inicios tuvo inclinación por la política internacional, lo que le sería muy útil en el futuro (Anuario de Derechos Humanos de la U. de Chile de 2021).
Según recuerda el expresidente Patricio Aylwin, en un homenaje realizado en Cepal en 2000, “a los 17 años, cuando recién comenzaba sus estudios de derecho, (Hernán Santa Cruz) empezó a trabajar como secretario en la Auditoría de Guerra de Santiago, iniciando una brillante carrera forense en el ámbito de la Justicia Militar, que en poco más de dos decenios lo llevaría a ser Ministro de la Corte Marcial de Santiago y, paralelamente, profesor del Instituto Superior de Carabineros”. El fallecido Mandatario también indicó que “por recuerdos que conservo de comentarios que en esa época escuché a mi padre, entonces Ministro de la Corte de Apelaciones de Santiago, don Hernán gozaba de gran prestigio en el foro por su inteligencia, versación, caballerosidad y simpatía personal”.

## Inicios en política
A fines de la década del 30, se hizo amigo del entonces ministro de Salud Salvador Allende. Ambos, incluso, era vecinos del mismo edificio en la calle Victoria Subercaseaux, en el centro de Santiago de Chile. Estos departamentos se convirtieron en sedes informales de encuentros con exiliados peruanos y venezolanos, quienes discutían sobre la necesidad de unir a Latinoamérica (Anuario de Derechos Humanos de la U. de Chile de 2021).
La senadora Isabel Allende, hija del fallecido Presidente Salvador Allende, realizó un homenaje en el Congreso en 1999, en que indicó que “a medida que el tiempo avanza, pocas son las oportunidades en que podemos encontrarnos con ejemplos tan nobles, de lo mejor de nuestra tradición democrática. En efecto, al recordar la trayectoria de Hernán Santa Cruz Barceló, veremos, sin duda, una de las mejores expresiones de nuestra historia republicana, de aquella que cimentara las bases de una democracia ininterrumpida por más de cuatro décadas, de aquella tradición que nos llenó de orgullo ante las vicisitudes y complejidades de un mundo convulsionado”.
Allende también dijo que fue su vocación por el servicio público, así como las redes políticas que había construido, lo que llevó a que en 1947 el entonces Presidente Gabriel González Videla lo nombrara como embajador de Chile en la recién creada ONU. Durante la campaña presidencial de González Videla, Hernán Santa Cruz fue el encargado de los asuntos internacionales.

## Trayectoria diplomática
Patricio Aylwin recordó que “el Presidente González Videla, que recién asumía su gobierno, tuvo la feliz intuición de encomendarle tan delicada e importante tarea, que con el rango de Embajador desempeñó durante todo ese período presidencial, hasta noviembre de 1952”. Aylwin añadió que “años después, en junio de 1967, el Presidente Frei Montalva lo nombró Embajador y Representante Permanente de Chile ante las Naciones Unidas y otros organismos internacionales con sede en Ginebra y en Roma, misión que mantuvo bajo el gobierno del Presidente Salvador Allende, hasta el 11 de septiembre de 1973”.
Así, fueron en total 12 años que Hernán Santa Cruz representó a Chile ante la ONU. El fallecido Mandatario Demócrata Cristiano relató con detalle la importancia que tuvo el diplomático chileno en el Foro Internacional: “En el primero de esos dos períodos, Santa Cruz no sólo fue un activo y eficaz representante de nuestro país en el Foro Mundial, presidió su Consejo Económico y Social y fue miembro del Consejo de Seguridad, sino que también integró el Comité de Redacción de la Declaración de Derechos Humanos y fue autor de iniciativas tan trascendentales, como la creación de la Comisión Económica para América Latina (CEPAL) que propuso en julio de 1947, y cuya aprobación se logró, al cabo de intenso debate, en febrero de 1949”.
Respecto a la Declaración Universal de Derechos Humanos, Hernán Santa Cruz fue un fuerte impulsor de consagrar los derechos económicos, sociales y culturales (Anuario de Derechos Humanos de la U. de Chile de 2021).
Aylwin añadió que Santa Cruz también “propuso la institucionalización de un Programa de Asistencia Técnica para el Desarrollo Económico, que la Asamblea General aprobó en diciembre de 1948, y que significó el primer inicio del actual Programa de Naciones Unidas para el Desarrollo”.
Después de 1973, Hernán Santa Cruz continuó ligado a la política internacional, participando en instancias internacionales, como por ejemplo Sub-Director de la FAO y Secretario General de la Conferencia Mundial de Reforma Agraria y Desarrollo Rural.

## Fallecimiento
Falleció el 10 de febrero de 1999, a la edad de 93 años, en Santiago de Chile.

## Homenaje a Hernán Santa Cruz en la Cancillería
El 9 de agosto de 2023, el ministro de Relaciones Exteriores de Chile, Alberto van Klaveren, inauguró el octavo Diálogo Hernán Santa Cruz, iniciativa que lidera la Oficina del Alto Comisionado de las Naciones Unidas para los Derechos Humanos desde el 2020, con el fin de promover el intercambio de ideas y experiencias en materia de derechos económicos, sociales, culturales y ambientales.
En la instancia se realizó un homenaje a Hernán Santa Cruz, ocasión en que el canciller señaló que el diplomático chileno “dejó una huella imborrable en los orígenes del multilateralismo moderno y del derecho internacional de los derechos humanos, sentando las bases de los principios que han inspirado la política exterior de Chile hasta nuestros días”.